# 苏武镇
苏武镇，是中华人民共和国甘肃省武威市民勤县下辖的一个乡镇级行政单位。
2015年，甘肃省民政厅批复同意撤销苏武乡，设立苏武镇。

## 行政区划
苏武镇下辖以下地区：
川心村、新润村、王和村、兴墩村、上浪村、东湖村、西茨村、西湖村、三合村、上东村、下东村、泉水村、邓槽村、三坝村、蒲秧村、苏山村、元泰村、学粮村、五坝村、许岔村、中沟村、邓岔村、千户村、羊路村、龙一村、龙二村和苏武山林场。